# Ruprechtia laxiflora
Ruprechtia laxiflora Meisn. – gatunek rośliny z rodziny rdestowatych (Polygonaceae Juss.). Występuje naturalnie w Peru, Boliwii, Paragwaju, Argentynie oraz Brazylii (w stanach Alagoas, Bahia, Ceará, Paraíba, Pernambuco, Sergipe, Mato Grosso do Sul, Espírito Santo, Minas Gerais, Rio de Janeiro, São Paulo, Parana, Rio Grande do Sul i Santa Catarina). 

## Morfologia
PokrójZrzucające liście drzewo dorastające do 15 m wysokości.
LiścieUlistnienie jest naprzemianległe. Mają kształt od eliptycznego do owalnie lancetowatego. Mierzą 3–5 cm długości. Ogonek liściowy jest nagi.
KwiatyJednopłciowe, zebrane w gronach, rozwijają się na kątach pędów.
OwoceNiełupki o kształcie od jajowatego do elipsoidalnego, osiągają 6–8 mm długości.

## Biologia i ekologia
Jest rośliną dwupienną. Rośnie w lasach częściowo zrzucających liście.